# Куртуа, Тибо
Тибо́ Николя́ Марк Куртуа́ (фр. Thibaut Nicolas Marc Courtois; род. 11 мая 1992, Бре, Бельгия) — бельгийский футболист, вратарь испанского клуба «Реал Мадрид» и сборной Бельгии. В сезоне 2010/11 был признан лучшим вратарём бельгийской Про-лиги, а также игроком года в составе «Генка». Трёхкратный обладатель «Трофея Рикардо Саморы», ежегодно вручаемого лучшему вратарю испанской Примеры (2013, 2014, 2020).
Бронзовый призёр чемпионата мира 2018 года в составе сборной Бельгии; был признан лучшим вратарём мирового первенства.

## Детство и юность
Родился на юге Бельгии в небольшом городке Бре. Происходит из спортивной семьи, его родители были профессиональными волейболистами. Отец выступал за местный волейбольный клуб, а мать играла за национальную сборную. У Тибо есть сестра — Валери, которая отправилась по стопам родителей и является профессиональным игроком в волейбол. Отец Куртуа является его агентом.
Свой путь в футболе начинал в маленькой команде «Билзен». Здесь Куртуа играл на позиции левого защитника, однако вскоре перешел на позицию вратаря. В 8 летнем возрасте пополнил ряды «Генка».

## Клубная карьера

### «Генк»
Куртуа дебютировал в основном составе «Генка» против «Гента» 17 апреля 2009 года, в возрасте 16 лет. Куртуа смог дебютировать в «Генке» в столь юном возрасте, только из-за кризиса вратарской позиции в команде. Сезон 2008/09 Куртуа начал в качестве шестого вратаря основы, после Логана Байи, Синана Болата, Давино Ферхюльста, Сэма Франссена и Коэна Кастелса. Однако, после продажи Байи в мёнхенгладбахскую «Боруссию», а Болата в льежский «Стандард» в январе в 2009 года, третий вратарь Ферхюльст стал основным, а Франссен и Кастелс вторым и третьим вратарем соответственно. Затем Ферхюльст был дисквалифицирован на две игры Королевской бельгийской футбольной ассоциацией за фол в матче против льежского «Стандарда» 15 марта 2009 года, в то время как у Франссена была разорвана связка в ноге, а у Кастелса был сломан палец. Таким образом, Куртуа получил свой шанс дебютировать в Высшем дивизионе.
Сезон 2009/10 Куртуа провёл на скамейке запасных, так и не сыграв ни одного матча за клуб.
Перед началом сезона 2010/11 главный тренер Фрэнки Веркотерен выбрал его в качестве первого вратаря команды. Поскольку у Ферхюльста была травма и были проблемы в трансфере венгерского вратаря Ласло Кетележа, Куртуа был выбран для участия в предварительном этапе Лиги Европы УЕФА против «Интера Турку» в Финляндии, домашний матч завершился победой «Генка» со счётом 5:1, а ответный 3:2. После трёх игр в чемпионате Бельгии, 18 августа 2010 года Куртуа подписал свой первый трёхлетний профессиональный контракт с «Генком». На следующий день, Куртуа начал свою профессиональную карьеру с поражения 3:0 от «Порту» в Лиге Европы УЕФА. Куртуа также удалось дебютировать в Кубке Бельгии 9 ноября 2010 года в поражении своей команды со счётом 2:1 от льежского «Стандарда». Однако в финальной игре чемпионского плей-офф против «Стандарда», «Генку» необходимо было обыграть «Стандард», чтобы стать чемпионом, так как у «Стандарда» была такая же турнирная ситуация. В матче, где «Стандард» столкнулся с жесткой защитой «Генка», Куртуа удалось спасти ворота в последние три дополнительные минуты от напора «Стандарда», матч закончился со счётом 1:1, а «Генк» в третий раз в своей истории стал чемпионом Бельгии. В этом сезоне Куртуа стал ключевым игроком основного состава, проведя за клуб 44 игры. Он также был назван Лучшим вратарём бельгийской Про-лиги и Игроком года в «Генке».

### «Челси»
14 июля 2011 года «Генк» и «Челси» договорились о трансфере Тибо Куртуа. 26 июля 2011 года «Челси» подтвердил на своем сайте, что трансфер Куртуа был завершён и что он подписал пятилетний контракт с клубом. Сумма сделки составила 5 млн фунтов стерлингов.

#### Аренда в «Атлетико»
26 июля 2011 года Куртуа был отдан в долгосрочную аренду в клуб испанской Примеры «Атлетико Мадрид». Куртуа получил номер 13, который последним носил Давид де Хеа до своего перехода в «Манчестер Юнайтед». В последующие три сезона в Испании Куртуа превратился в одного из самых талантливых голкиперов современности.

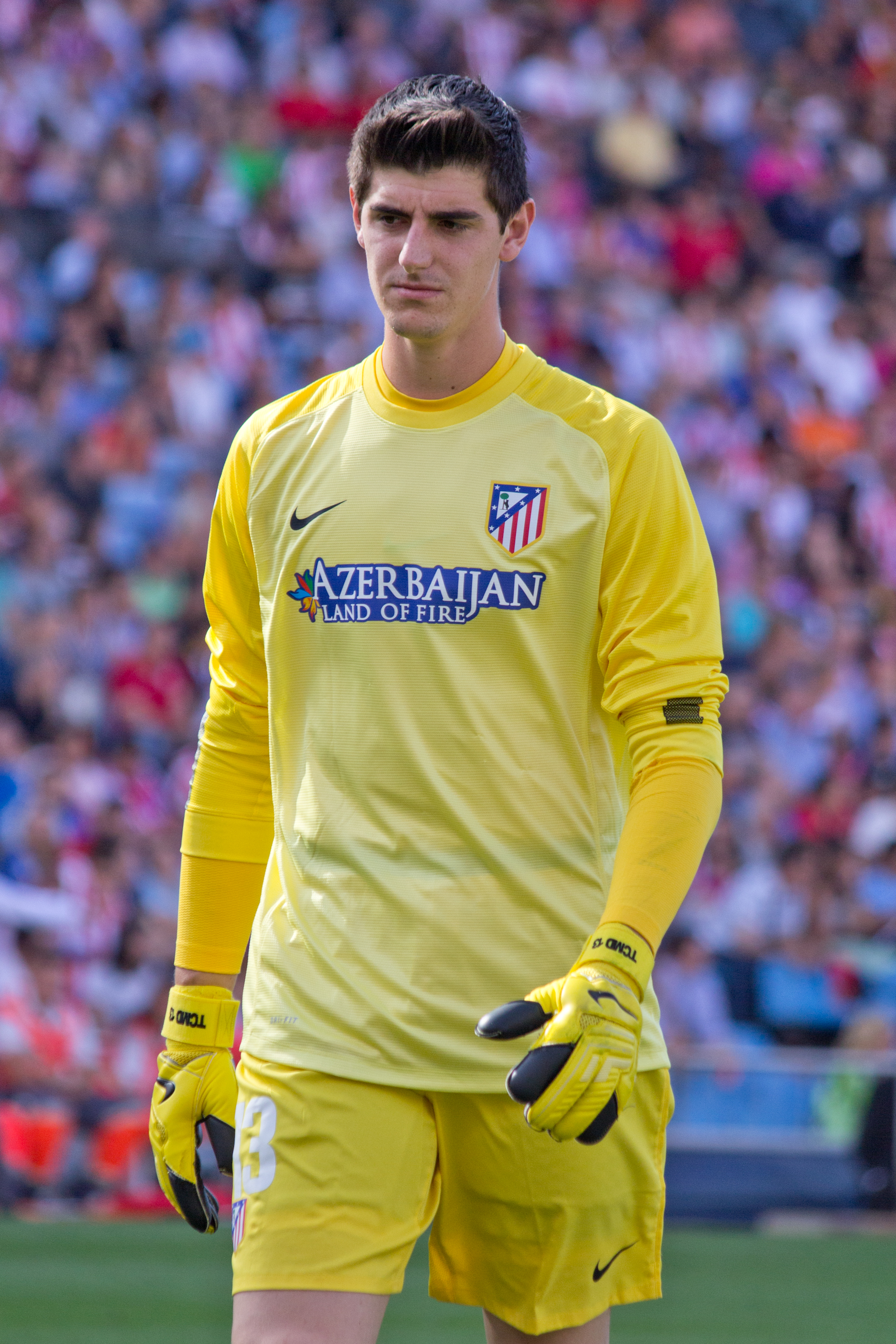
Куртуа в составе «Атлетико Мадрид»

Его дебют за «Атлетико Мадрид» произошёл в матче против «Витории Гимарайнш» 25 августа 2011 года в рамках ответного матча 4-го квалификационного раунда Лиги Европы УЕФА 2011/12. Куртуа провёл на поле все 90 минут и сохранил счёт «сухим», «Атлетико Мадрид» победил со счётом 4:0. В чемпионате Испании Куртуа дебютировал в 1-м туре 28 августа 2011 года, выйдя в стартовом составе на матч с «Осасуной», который закончился нулевой ничьей. Куртуа начал сезон в Испании очень хорошо, проведя пять «сухих» матчей в первых семи турах Примеры против «Осасуны», сантандерского «Расинга», хихонского «Спортинга», «Севильи» и «Гранады». 26 ноября 2011 года в матче мадридского дерби против «Реала», Куртуа, на 21-й минуте матча был удалён с поля за фол последней надежды против Карима Бензема. 31 августа 2013 года «Атлетико» сразился с «Челси» в рамках Суперкубка УЕФА. Испанский клуб праздновал разгромную победу 4:1.
Второй сезон также оказался плодотворным: Тибо отыграл в 37 матчах Примеры, пропустив на 13 голов меньше, чем в предыдущем сезоне. В этом году «Атлетико» выиграл Кубок Испании, а бельгиец провёл все 8 кубковых встреч, пропустив 4 гола. Летом 2013 года появилось множество слухов о возвращении Куртуа на «Стэмфорд Бридж». Поводом послужил приход к рулю лондонской команды португальского тренера Жозе Моуринью, однако Тибо все же остался на «Винсенте Кальдерон» ещё на один сезон.
И вновь бельгиец был на высоте: он пропустил всего 20 мячей в рамках Примеры, а «Атлетико» завоевал заветный титул. Тибо Куртуа провёл 12 матчей за «матрасников» в рамках Лиги чемпионов, где им удалось добраться до финала. В 11 встречах Куртуа пропустил 5 голов, а «Атлетико» не проиграл ни единого матча в основное время. Он был вновь удостоен звания лучшего голкипера сезона и получил свою третью «Золотую перчатку» подряд.

#### Возвращение на «Стэмфорд Бридж»

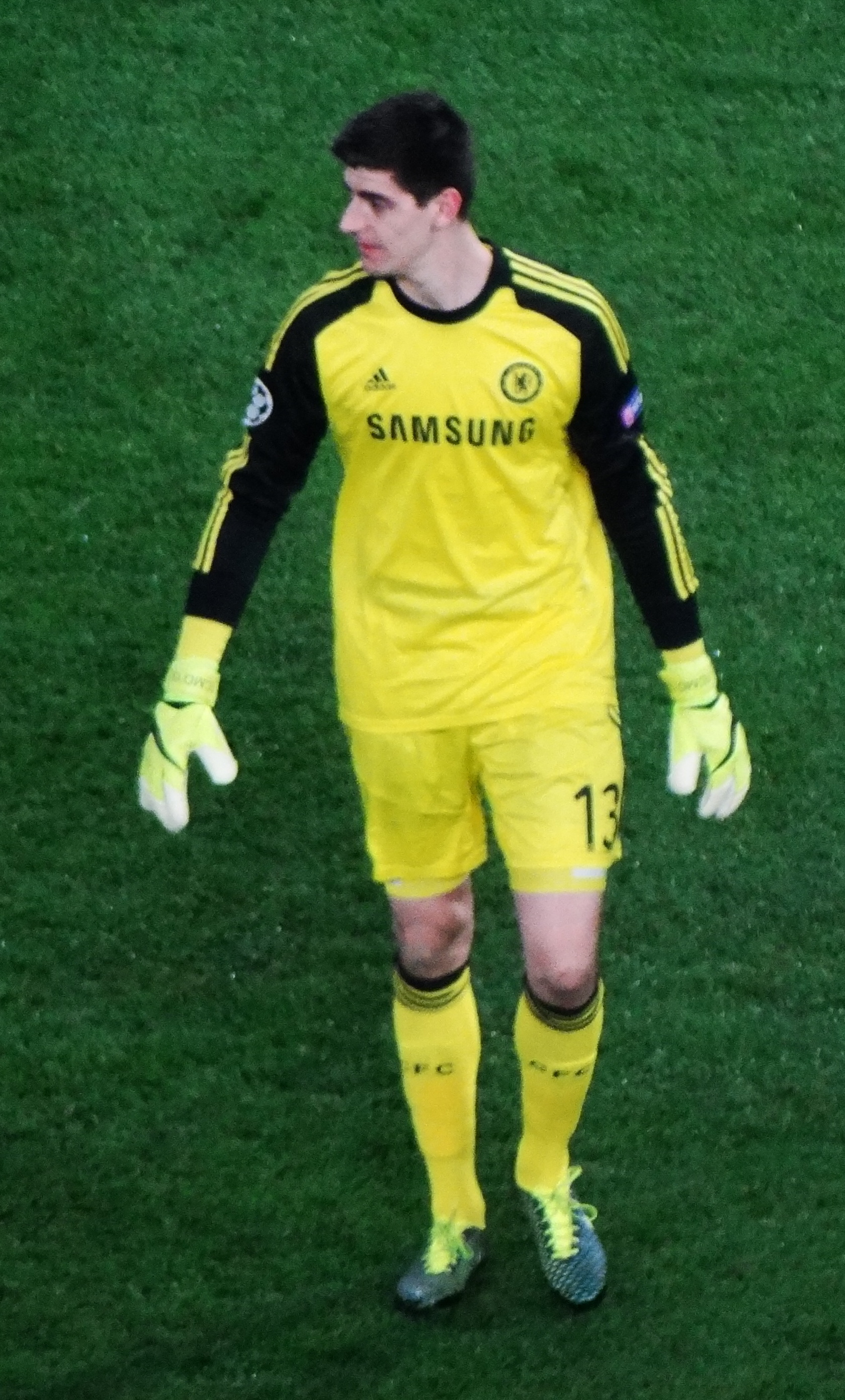
Куртуа в составе «Челси»

«Челси» и «Атлетико» встречались в рамках полуфинала Лиги чемпионов 2013/14. «Матрасникам» пришлось выплатить солидную сумму, чтобы боссы с Туманного Альбиона разрешили Куртуа выйти в стартовом составе против своей команды. Уже тогда стало понятно, что Тибо по окончании сезона вернётся в Лондон. Официальное возвращение состоялось вскоре после окончания чемпионата мира. В Премьер-лиге бельгиец дебютировал 18 августа 2014 года в матче 1-го тура против «Бернли» (3:1). По окончании сезона вместе с «Челси» стал чемпионом Англии и обладателем Кубка Лиги. По ходу сезона 2015/16 провёл 29 поединков и дважды получил прямую красную карточку: первую умудрился схлопотать на 52-й минуте дебютного матча сезона со «Суонси» (2:2), а вторую — 16 апреля в 34-м туре АПЛ на 78-й минуте встречи с «Манчестер Сити» (3:0).
Бельгийский голкипер отказался от продления контракта с «Челси» и заявил о своём желании перебраться в мадридский «Реал», который проявлял серьёзный интерес к ключевому игроку «аристократов». За год до истечения соглашения «синие» приняли решение отпустить Куртуа в Мадрид, чтобы не потерять его бесплатно в конце следующего сезона.
За период выступления в Англии, Куртуа выиграл в составе «Челси» 4 трофея, включая две победы в АПЛ, кубок Англии и Кубок футбольной лиги.

### «Реал Мадрид»
8 августа 2018 года «Реал Мадрид» официально объявил о заключении контракта с Куртуа на шесть лет. Новичок «сливочных» подписал 6-летний контракт с зарплатой в 7 млн евро в год. Частью сделки по Куртуа стал Матео Ковачич, которого «аристократы» арендовали до конца сезона с последующим правом выкупа. Первый мяч в составе «сливочных» пропустил с пенальти в матче против «Леганеса».
В первом круге сезона 2018/19 в матче против «Барселоны» бельгиец пропустил пять мячей, в матче 6-го тура Лиги чемпионов УЕФА против московского ЦСКА — 3, а в матче 1/8 финала против «Аякса» допустил ошибку, позволив Шёне забить со штрафного с дальнего расстояния, гол которого поставил крест на дальнейшее выступление «сливочных» в Лиге чемпионов. В той встрече «Аякс» победил «Реал» на «Сантьяго Бернабеу» со счётом 1:4.
В сезоне 2019/20 Куртуа привёл «сливочных» к победе в Суперкубке Испании, совершив 3 сейва в основное время после опасных ударов Томаса Парти, Альваро Мораты и Анхеля Корреа, а в серии послематчевых пенальти отбив решающий удар от Томаса Парти, после чего Серхио Рамос поставил точку в противостоянии. Считается, что данный поединок стал началом великой карьеры Тибо в «Мадриде». Кроме того, Куртуа был вручён Трофей Саморы за сезон 2019/20 в Ла Лиге за наименьший показатель пропущенных мячей. Вратарь удостоился приза в третий раз в карьере.
В сезоне 2021/2022 Куртуа спас команду от пенальти Лионеля Месси в первом матче 1/8 финала Лиги чемпионов, в ответном полуфинальном матче турнира против «Манчестер Сити», где совершил 5 сейвов, помог команде выиграть путёвку в финал, а также был признан лучшим игроком матча. 28 мая 2022 года, в финале против «Ливерпуля», Тибо стал лучшим игроком поединка и совершил 7 сейвов, включая 4 удара от Мохаммеда Салаха, а также по одному от Александра-Арнольда, Садио Мане (кончиками перчаток перевёл мяч в штангу) и Диогу Жоты.
Был включён в тройку номинантов на звание Лучшему футболисту года в Европе по итогам сезона 2021/22.
В августе 2023 года получил травму крестообразных связок на тренировке и пропустил около 9 игровых месяцев. Впервые в сезоне 23/24 вышел на поле 4 мая 2024 года в матче против «Кадиса».

## Карьера в сборной

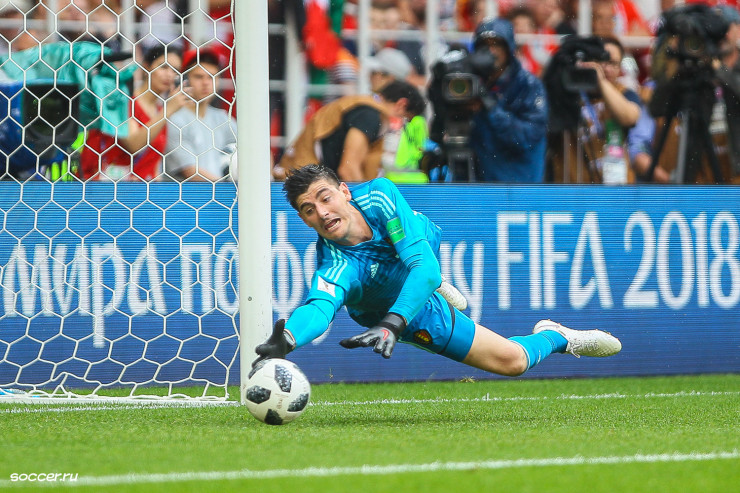
Куртуа в составе сборной Бельгии

3 июня 2011 года Куртуа был вызван в сборную Бельгии на матч против сборной Турции в рамках отборочного матча к чемпионату Европы 2012. 10 августа 2011 года он вновь был вызван в сборную на матч против сборной Словении, но так и не вышел на поле. Дебютировал в основном составе сборной Бельгии в товарищеском матче против сборной Франции 15 ноября 2011 года, который закончился вничью 0:0.
На чемпионате мира 2018 года был основным вратарём сборной Бельгии, в составе которой завоевал бронзовые награды первенства. Куртуа был признан лучшим вратарём этого мирового первенства.
10 ноября 2022 года был включён в официальную заявку сборной Бельгии для участия в матчах чемпионата мира 2022 года в Катаре.
В 2023 году у тренера сборной Доменико Тедеско с Куртуа случился конфликт — вратарь был недоволен, что капитаном на матч был назначен не он. Тедеско не вызвал Куртуа в сборную на Евро-2024, после чего в августе Куртуа официально заявил, что приостанавливает свои игры за сборную пока её тренирует Доменико Тедеско.
«К сожалению, после событий с тренером и после долгих размышлений я решил не возвращаться в сборную Бельгии под его руководством. Отсутствие у меня доверия к нему не поспособствовало бы сохранению необходимой искренней атмосферы»

## Статистика выступлений

### Клубная
| Выступление       | Выступление      | Выступление      | Чемпионат | Чемпионат | Кубки | Кубки | Другие | Другие | Итого | Итого |
| Клуб              | Лига             | Сезон            | Игры      | Голы      | Игры  | Голы  | Игры   | Голы   | Игры  | Голы  |
| ----------------- | ---------------- | ---------------- | --------- | --------- | ----- | ----- | ------ | ------ | ----- | ----- |
| Генк              | Про-лига         | 2008/09          | 1         | -2        | 0     | 0     | —      | —      | 1     | -2    |
| Генк              | Про-лига         | 2010/11          | 40        | -39       | 1     | -2    | 3      | -6     | 44    | -47   |
| Генк              | Итого            | Итого            | 41        | -41       | 1     | -2    | 3      | -6     | 45    | -49   |
| → Атлетико Мадрид | Примера          | 2011/12          | 37        | -41       | 0     | 0     | 15     | -9     | 52    | -50   |
| → Атлетико Мадрид | Примера          | 2012/13          | 37        | -29       | 8     | -5    | 1      | -1     | 46    | -35   |
| → Атлетико Мадрид | Примера          | 2013/14          | 37        | -24       | 7     | -6    | 12     | -10    | 56    | -40   |
| → Атлетико Мадрид | Итого            | Итого            | 111       | -94       | 15    | -11   | 28     | -20    | 154   | -125  |
| Челси             | Премьер-лига     | 2014/15          | 32        | -30       | 2     | -1    | 5      | -4     | 39    | -35   |
| Челси             | Премьер-лига     | 2015/16          | 23        | -29       | 4     | -5    | 3      | -4     | 30    | -38   |
| Челси             | Премьер-лига     | 2016/17          | 36        | -28       | 3     | -4    | —      | —      | 39    | -32   |
| Челси             | Премьер-лига     | 2017/18          | 35        | -34       | 3     | -1    | 8      | -12    | 46    | -47   |
| Челси             | Итого            | Итого            | 126       | -121      | 12    | -11   | 16     | -20    | 154   | -152  |
| Реал Мадрид       | Примера          | 2018/19          | 27        | -36       | 1     | -2    | 7      | -10    | 35    | -48   |
| Реал Мадрид       | Примера          | 2019/20          | 34        | -20       | 2     | -1    | 7      | -11    | 43    | -32   |
| Реал Мадрид       | Примера          | 2020/21          | 38        | -28       | 1     | -2    | 12     | -14    | 51    | -44   |
| Реал Мадрид       | Примера          | 2021/22          | 36        | -29       | 3     | -3    | 13     | -14    | 52    | -46   |
| Реал Мадрид       | Примера          | 2022/23          | 31        | -29       | 7     | -9    | 11     | -11    | 49    | -49   |
| Реал Мадрид       | Примера          | 2023/24          | 4         | 0         | 0     | 0     | 1      | 0      | 5     | 0     |
| Реал Мадрид       | Примера          | 2024/25          | 30        | -29       | 3     | -8    | 20     | -26    | 53    | -63   |
| Реал Мадрид       | Итого            | Итого            | 200       | -171      | 17    | -25   | 71     | -86    | 288   | -282  |
| Всего за карьеру  | Всего за карьеру | Всего за карьеру | 478       | -427      | 45    | -49   | 118    | -132   | 641   | -608  |

1. ↑  В графе «Кубки» указаны игры и голы в национальных кубках, суперкубках и кубках лиги.
2. ↑  Лига чемпионов УЕФА, Лига Европы УЕФА, Суперкубок УЕФА, Клубный чемпионат мира по футболу.

### В сборной
| Сборная          | Год              | Отборочные матчи ЧМ | Отборочные матчи ЧМ | Финальные матчи ЧМ | Финальные матчи ЧМ | Отборочные матчи ЧЕ | Отборочные матчи ЧЕ | Финальные матчи ЧЕ | Финальные матчи ЧЕ | Матчи Лиги наций УЕФА  | Матчи Лиги наций УЕФА  | Товарищеские матчи | Товарищеские матчи | Итого | Итого |
| Сборная          | Год              | Игры                | Голы                | Игры               | Голы               | Игры                | Голы                | Игры               | Голы               | Игры                   | Голы                   | Игры               | Голы               | Игры  | Голы  |
| ---------------- | ---------------- | ------------------- | ------------------- | ------------------ | ------------------ | ------------------- | ------------------- | ------------------ | ------------------ | ---------------------- | ---------------------- | ------------------ | ------------------ | ----- | ----- |
| Бельгия          | 2011             | —                   | —                   | —                  | —                  | 0                   | 0                   | —                  | —                  | Проводится с 2018 года | Проводится с 2018 года | 1                  | 0                  | 1     | 0     |
| Бельгия          | 2012             | 4                   | -1                  | —                  | —                  | —                   | —                   | —                  | —                  | Проводится с 2018 года | Проводится с 2018 года | 2                  | -3                 | 6     | -4    |
| Бельгия          | 2013             | 6                   | -3                  | —                  | —                  | —                   | —                   | —                  | —                  | Проводится с 2018 года | Проводится с 2018 года | 1                  | 0                  | 7     | -3    |
| Бельгия          | 2014             | —                   | —                   | 5                  | -3                 | 3                   | -1                  | —                  | —                  | Проводится с 2018 года | Проводится с 2018 года | 5                  | -3                 | 13    | -7    |
| Бельгия          | 2015             | —                   | —                   | —                  | —                  | 5                   | -2                  | —                  | —                  | Проводится с 2018 года | Проводится с 2018 года | 1                  | -3                 | 6     | -5    |
| Бельгия          | 2016             | 4                   | -1                  | —                  | —                  | —                   | —                   | 5                  | -5                 | Проводится с 2018 года | Проводится с 2018 года | 5                  | -8                 | 14    | -14   |
| Бельгия          | 2017             | 6                   | -5                  | —                  | —                  | —                   | —                   | —                  | —                  | Проводится с 2018 года | Проводится с 2018 года | 2                  | -4                 | 8     | -9    |
| Бельгия          | 2018             | —                   | —                   | 7                  | -6                 | —                   | —                   | —                  | —                  | 4                      | -6                     | 4                  | -1                 | 15    | -13   |
| Бельгия          | 2019             | —                   | —                   | —                  | —                  | 9                   | -2                  | —                  | —                  | —                      | —                      | —                  | —                  | 9     | -2    |
| Бельгия          | 2020             | —                   | —                   | —                  | —                  | —                   | —                   | —                  | —                  | 2                      | -2                     | 0                  | 0                  | 2     | -2    |
| Бельгия          | 2021             | 5                   | -5                  | —                  | —                  | —                   | —                   | 5                  | -3                 | 2                      | -5                     | 1                  | 0                  | 13    | -13   |
| Всего за карьеру | Всего за карьеру | 25                  | -15                 | 12                 | -9                 | 17                  | -5                  | 10                 | -8                 | 8                      | -13                    | 22                 | -22                | 94    | -72   |

### Матчи и пропущенные голы за сборную
| Матчи и пропущенные голы Тибо Куртуа за сборную Бельгии | Матчи и пропущенные голы Тибо Куртуа за сборную Бельгии | Матчи и пропущенные голы Тибо Куртуа за сборную Бельгии | Матчи и пропущенные голы Тибо Куртуа за сборную Бельгии | Матчи и пропущенные голы Тибо Куртуа за сборную Бельгии | Матчи и пропущенные голы Тибо Куртуа за сборную Бельгии | Матчи и пропущенные голы Тибо Куртуа за сборную Бельгии |
| №                                                       | Дата                                                    | Соперник                                                | Счёт                                                    | МП                                                      | Прим.                                                   | Соревнование                                            |
| ------------------------------------------------------- | ------------------------------------------------------- | ------------------------------------------------------- | ------------------------------------------------------- | ------------------------------------------------------- | ------------------------------------------------------- | ------------------------------------------------------- |
| 1                                                       | 15 ноября 2011                                          | Франция                                                 | 0:0                                                     | -                                                       |                                                         | Товарищеский матч                                       |
| 2                                                       | 25 мая 2012                                             | Черногория                                              | 2:2                                                     | 1                                                       | 51'                                                     | Товарищеский матч                                       |
| 3                                                       | 15 августа 2012                                         | Нидерланды                                              | 4:2                                                     | 2                                                       |                                                         | Товарищеский матч                                       |
| 4                                                       | 7 сентября 2012                                         | Уэльс                                                   | 2:0                                                     | -                                                       |                                                         | Отборочный турнир ЧМ-2014                               |
| 5                                                       | 11 сентября 2012                                        | Хорватия                                                | 1:1                                                     | 1                                                       |                                                         | Отборочный турнир ЧМ-2014                               |
| 6                                                       | 12 октября 2012                                         | Сербия                                                  | 3:0                                                     | -                                                       |                                                         | Отборочный турнир ЧМ-2014                               |
| 7                                                       | 16 октября 2012                                         | Шотландия                                               | 2:0                                                     | -                                                       |                                                         | Отборочный турнир ЧМ-2014                               |
| 8                                                       | 22 марта 2013                                           | Македония                                               | 2:0                                                     | -                                                       |                                                         | Отборочный турнир ЧМ-2014                               |
| 9                                                       | 26 марта 2013                                           | Македония                                               | 1:0                                                     | -                                                       |                                                         | Отборочный турнир ЧМ-2014                               |
| 10                                                      | 7 июня 2013                                             | Сербия                                                  | 2:1                                                     | 1                                                       |                                                         | Отборочный турнир ЧМ-2014                               |
| 11                                                      | 14 августа 2013                                         | Франция                                                 | 0:0                                                     | -                                                       |                                                         | Товарищеский матч                                       |
| 12                                                      | 6 сентября 2013                                         | Шотландия                                               | 0:2                                                     | -                                                       |                                                         | Отборочный турнир ЧМ-2014                               |
| 13                                                      | 11 октября 2013                                         | Хорватия                                                | 2:1                                                     | 1                                                       |                                                         | Отборочный турнир ЧМ-2014                               |
| 14                                                      | 15 октября 2013                                         | Уэльс                                                   | 1:1                                                     | 1                                                       |                                                         | Отборочный турнир ЧМ-2014                               |
| 15                                                      | 5 марта 2014                                            | Кот-д’Ивуар                                             | 2:2                                                     | 2                                                       |                                                         | Товарищеский матч                                       |
| 16                                                      | 1 июня 2014                                             | Швеция                                                  | 2:0                                                     | -                                                       |                                                         | Товарищеский матч                                       |
| 17                                                      | 7 июня 2014                                             | Тунис                                                   | 1:0                                                     | -                                                       |                                                         | Товарищеский матч                                       |
| 18                                                      | 17 июня 2014                                            | Алжир                                                   | 2:1                                                     | 1                                                       |                                                         | Чемпионат мира 2014 (группа H, тур 1)                   |
| 19                                                      | 22 июня 2014                                            | Россия                                                  | 1:0                                                     | -                                                       |                                                         | Чемпионат мира 2014 (группа H, тур 2)                   |
| 20                                                      | 26 июня 2014                                            | Республика Корея                                        | 1:0                                                     | -                                                       |                                                         | Чемпионат мира 2014 (группа H, тур 3)                   |
| 21                                                      | 1 июля 2014                                             | США                                                     | 2:1                                                     | 1                                                       |                                                         | Чемпионат мира 2014 (1/8 финала)                        |
| 22                                                      | 5 июля 2014                                             | Аргентина                                               | 0:1                                                     | 1                                                       |                                                         | Чемпионат мира 2014 (1/4 финала)                        |
| 23                                                      | 4 сентября 2014                                         | Австралия                                               | 2:0                                                     | -                                                       |                                                         | Товарищеский матч                                       |
| 24                                                      | 10 октября 2014                                         | Андорра                                                 | 6:0                                                     | -                                                       |                                                         | Отборочный турнир ЧЕ-2016                               |
| 25                                                      | 13 октября 2014                                         | Босния и Герцеговина                                    | 1:1                                                     | 1                                                       |                                                         | Отборочный турнир ЧЕ-2016                               |
| 26                                                      | 12 ноября 2014                                          | Исландия                                                | 3:1                                                     | 1                                                       |                                                         | Товарищеский матч                                       |
| 27                                                      | 16 ноября 2014                                          | Уэльс                                                   | 0:0                                                     | -                                                       |                                                         | Отборочный турнир ЧЕ-2016                               |
| 28                                                      | 28 марта 2015                                           | Республика Кипр                                         | 5:0                                                     | -                                                       |                                                         | Отборочный турнир ЧЕ-2016                               |
| 29                                                      | 31 марта 2015                                           | Израиль                                                 | 1:0                                                     | -                                                       |                                                         | Отборочный турнир ЧЕ-2016                               |
| 30                                                      | 7 июня 2015                                             | Франция                                                 | 4:3                                                     | 3                                                       |                                                         | Товарищеский матч                                       |
| 31                                                      | 12 июня 2015                                            | Уэльс                                                   | 0:1                                                     | 1                                                       |                                                         | Отборочный турнир ЧЕ-2016                               |
| 32                                                      | 3 сентября 2014                                         | Босния и Герцеговина                                    | 3:1                                                     | 1                                                       |                                                         | Отборочный турнир ЧЕ-2016                               |
| 33                                                      | 6 сентября 2014                                         | Республика Кипр                                         | 1:0                                                     | -                                                       |                                                         | Отборочный турнир ЧЕ-2016                               |
| 34                                                      | 29 марта 2016                                           | Португалия                                              | 1:2                                                     | 2                                                       |                                                         | Товарищеский матч                                       |
| 35                                                      | 28 мая 2016                                             | Швейцария                                               | 2:1                                                     | 1                                                       |                                                         | Товарищеский матч                                       |
| 36                                                      | 1 июня 2016                                             | Финляндия                                               | 1:1                                                     | 1                                                       |                                                         | Товарищеский матч                                       |
| 37                                                      | 5 июня 2016                                             | Норвегия                                                | 3:2                                                     | 2                                                       |                                                         | Товарищеский матч                                       |
| 38                                                      | 13 июня 2016                                            | Италия                                                  | 0:2                                                     | 2                                                       |                                                         | Чемпионат Европы 2016 (группа Е, тур 1)                 |
| 39                                                      | 18 июня 2016                                            | Ирландия                                                | 3:0                                                     | -                                                       |                                                         | Чемпионат Европы 2016 (группа Е, тур 2)                 |
| 40                                                      | 22 июня 2016                                            | Швеция                                                  | 1:0                                                     | -                                                       |                                                         | Чемпионат Европы 2016 (группа Е, тур 3)                 |
| 41                                                      | 26 июня 2016                                            | Венгрия                                                 | 4:0                                                     | -                                                       |                                                         | Чемпионат Европы 2016 (1/8 финала)                      |
| 42                                                      | 1 июля 2016                                             | Уэльс                                                   | 1:3                                                     | 3                                                       |                                                         | Чемпионат Европы 2016 (1/4 финала)                      |
| 43                                                      | 1 сентября 2016                                         | Испания                                                 | 0:2                                                     | 2                                                       |                                                         | Товарищеский матч                                       |
| 44                                                      | 6 сентября 2016                                         | Республика Кипр                                         | 3:0                                                     | -                                                       |                                                         | Отборочный турнир ЧМ-2018                               |
| 45                                                      | 7 октября 2016                                          | Босния и Герцеговина                                    | 4:0                                                     | -                                                       |                                                         | Отборочный турнир ЧМ-2018                               |
| 46                                                      | 10 октября 2016                                         | Гибралтар                                               | 6:0                                                     | -                                                       |                                                         | Отборочный турнир ЧМ-2018                               |
| 47                                                      | 13 ноября 2016                                          | Эстония                                                 | 8:1                                                     | 1                                                       |                                                         | Отборочный турнир ЧМ-2018                               |
| 48                                                      | 25 марта 2017                                           | Греция                                                  | 1:1                                                     | 1                                                       |                                                         | Отборочный турнир ЧМ-2018                               |
| 49                                                      | 5 июня 2017                                             | Чехия                                                   | 2:1                                                     | 1                                                       |                                                         | Товарищеский матч                                       |
| 50                                                      | 9 июня 2017                                             | Эстония                                                 | 2:0                                                     | -                                                       |                                                         | Отборочный турнир ЧМ-2018                               |
| 51                                                      | 31 августа 2017                                         | Гибралтар                                               | 9:0                                                     | -                                                       |                                                         | Отборочный турнир ЧМ-2018                               |
| 52                                                      | 3 сентября 2017                                         | Греция                                                  | 2:1                                                     | 1                                                       |                                                         | Отборочный турнир ЧМ-2018                               |
| 53                                                      | 7 октября 2017                                          | Босния и Герцеговина                                    | 4:3                                                     | 3                                                       |                                                         | Отборочный турнир ЧМ-2018                               |
| 54                                                      | 10 октября 2017                                         | Республика Кипр                                         | 4:0                                                     | -                                                       |                                                         | Отборочный турнир ЧМ-2018                               |
| 55                                                      | 10 ноября 2017                                          | Мексика                                                 | 3:3                                                     | 3                                                       |                                                         | Товарищеский матч                                       |
| 56                                                      | 2 июня 2018                                             | Португалия                                              | 0:0                                                     | -                                                       |                                                         | Товарищеский матч                                       |
| 57                                                      | 6 июня 2018                                             | Египет                                                  | 3:0                                                     | -                                                       |                                                         | Товарищеский матч                                       |
| 58                                                      | 11 июня 2018                                            | Коста-Рика                                              | 4:1                                                     | 1                                                       |                                                         | Товарищеский матч                                       |
| 59                                                      | 18 июня 2018                                            | Панама                                                  | 3:0                                                     | -                                                       |                                                         | Чемпионат мира 2018 (группа G, тур 1)                   |
| 60                                                      | 23 июня 2018                                            | Тунис                                                   | 5:2                                                     | 2                                                       |                                                         | Чемпионат мира 2018 (группа G, тур 2)                   |
| 61                                                      | 28 июня 2018                                            | Англия                                                  | 1:0                                                     | -                                                       | Капитан команды                                         | Чемпионат мира 2018 (группа G, тур 3)                   |
| 62                                                      | 2 июля 2018                                             | Япония                                                  | 3:2                                                     | 2                                                       |                                                         | Чемпионат мира 2018 (1/8 финала)                        |
| 63                                                      | 6 июля 2018                                             | Бразилия                                                | 2:1                                                     | 1                                                       |                                                         | Чемпионат мира 2018 (1/4 финала)                        |
| 64                                                      | 10 июля 2018                                            | Франция                                                 | 0:1                                                     | 1                                                       |                                                         | Чемпионат мира 2018 (1/2 финала)                        |
| 65                                                      | 14 июля 2018                                            | Англия                                                  | 2:0                                                     | -                                                       |                                                         | Чемпионат мира 2018 (3-е место)                         |
| 66                                                      | 7 сентября 2018                                         | Шотландия                                               | 4:0                                                     | -                                                       |                                                         | Товарищеский матч                                       |
| 67                                                      | 11 сентября 2018                                        | Исландия                                                | 3:0                                                     | -                                                       |                                                         | Лига наций УЕФА 2018/19 (A, группа 2)                   |
| 68                                                      | 12 октября 2018                                         | Швейцария                                               | 2:1                                                     | 1                                                       |                                                         | Лига наций УЕФА 2018/19 (A, группа 2)                   |
| 69                                                      | 15 ноября 2018                                          | Исландия                                                | 2:0                                                     | -                                                       |                                                         | Лига наций УЕФА 2018/19 (A, группа 2)                   |
| 70                                                      | 18 ноября 2018                                          | Швейцария                                               | 2:5                                                     | 5                                                       |                                                         | Лига наций УЕФА 2018/19 (A, группа 2)                   |
| 71                                                      | 21 марта 2019                                           | Россия                                                  | 3:1                                                     | 1                                                       |                                                         | Отборочный турнир ЧЕ-2020                               |
| 72                                                      | 24 марта 2019                                           | Республика Кипр                                         | 2:0                                                     | -                                                       |                                                         | Отборочный турнир ЧЕ-2020                               |
| 73                                                      | 7 июня 2019                                             | Казахстан                                               | 3:0                                                     | -                                                       |                                                         | Отборочный турнир ЧЕ-2020                               |
| 74                                                      | 10 июня 2019                                            | Шотландия                                               | 3:0                                                     | -                                                       |                                                         | Отборочный турнир ЧЕ-2020                               |
| 75                                                      | 6 сентября 2019                                         | Сан-Марино                                              | 4:0                                                     | -                                                       |                                                         | Отборочный турнир ЧЕ-2020                               |
| 76                                                      | 9 сентября 2019                                         | Шотландия                                               | 4:0                                                     | -                                                       |                                                         | Отборочный турнир ЧЕ-2020                               |
| 77                                                      | 10 октября 2019                                         | Сан-Марино                                              | 9:0                                                     | -                                                       |                                                         | Отборочный турнир ЧЕ-2020                               |
| 78                                                      | 13 октября 2019                                         | Казахстан                                               | 2:0                                                     | -                                                       |                                                         | Отборочный турнир ЧЕ-2020                               |
| 79                                                      | 16 ноября 2019                                          | Россия                                                  | 4:1                                                     | 1                                                       |                                                         | Отборочный турнир ЧЕ-2020                               |
| 80                                                      | 15 ноября 2020                                          | Англия                                                  | 2:0                                                     | -                                                       |                                                         | Лига наций УЕФА 2020/21 (A, группа 2)                   |
| 81                                                      | 18 ноября 2020                                          | Дания                                                   | 4:2                                                     | 2                                                       |                                                         | Лига наций УЕФА 2020/21 (A, группа 2)                   |
| 82                                                      | 24 марта 2021                                           | Уэльс                                                   | 3:1                                                     | 1                                                       |                                                         | Отборочный турнир ЧМ-2022                               |
| 83                                                      | 27 марта 2021                                           | Чехия                                                   | 1:1                                                     | 1                                                       |                                                         | Отборочный турнир ЧМ-2022                               |
| 84                                                      | 6 июня 2021                                             | Хорватия                                                | 1:0                                                     | -                                                       |                                                         | Товарищеский матч                                       |
| 85                                                      | 12 июня 2021                                            | Россия                                                  | 3:0                                                     | -                                                       |                                                         | Чемпионат Европы 2020 (группа B, тур 1)                 |
| 86                                                      | 17 июня 2021                                            | Дания                                                   | 2:1                                                     | 1                                                       |                                                         | Чемпионат Европы 2020 (группа B, тур 2)                 |
| 87                                                      | 21 июня 2021                                            | Финляндия                                               | 2:0                                                     | -                                                       |                                                         | Чемпионат Европы 2020 (группа B, тур 3)                 |
| 88                                                      | 27 июня 2021                                            | Португалия                                              | 1:0                                                     | -                                                       |                                                         | Чемпионат Европы 2020 (1/8 финала)                      |
| 89                                                      | 2 июля 2021                                             | Италия                                                  | 1:2                                                     | 2                                                       |                                                         | Чемпионат Европы 2020 (1/4 финала)                      |
| 90                                                      | 2 сентября 2021                                         | Эстония                                                 | 5:2                                                     | 2                                                       |                                                         | Отборочный турнир ЧМ-2022                               |
| 91                                                      | 5 сентября 2021                                         | Чехия                                                   | 3:0                                                     | -                                                       |                                                         | Отборочный турнир ЧМ-2022                               |
| 92                                                      | 7 октября 2021                                          | Франция                                                 | 2:3                                                     | 3                                                       |                                                         | Лига наций УЕФА 2020/21 (финалы)                        |
| 93                                                      | 10 октября 2021                                         | Италия                                                  | 1:2                                                     | 2                                                       |                                                         | Лига наций УЕФА 2020/21 (финалы)                        |
| 94                                                      | 13 ноября 2021                                          | Эстония                                                 | 3:1                                                     | 1                                                       |                                                         | Отборочный турнир ЧМ-2022                               |

Итого: 94 матча / 72 пропущено мячей; 68 побед, 13 ничьих, 13 поражений.

## Достижения

### Командные
«Генк»
- Чемпион Бельгии: 2010/11
- Обладатель Кубка Бельгии: 2008/09
- Итого: 2 трофея.

«Атлетико Мадрид»
- Чемпион Испании: 2013/14
- Обладатель Кубка Испании: 2012/13
- Победитель Лиги Европы УЕФА: 2011/12
- Обладатель Суперкубка УЕФА: 2012
- Итого: 4 трофея.

«Челси»
- Чемпион Англии (2): 2014/15, 2016/17
- Обладатель Кубка Англии: 2017/18
- Обладатель Кубка Футбольной лиги: 2014/15
- Итого: 4 трофея.

«Реал Мадрид»
- Чемпион Испании (3): 2019/20, 2021/22, 2023/24
- Обладатель Кубка Испании: 2022/23
- Обладатель Суперкубка Испании (2): 2019/20, 2021/22
- Победитель Лиги чемпионов УЕФА (2): 2021/22, 2023/24
- Победитель Клубного чемпионата мира: 2018
- Обладатель Суперкубка УЕФА (2): 2022, 2024
- Обладатель Межконтинентального кубка: 2024

### Личные
- Лучший вратарь бельгийской Про-лиги: 2011[6]
- Лучший игрок года в «Генке»: 2011[6]
- Трофей Саморы по версии Marca (3): 2013, 2014, 2020
- Лучший вратарь испанской Примеры: 2012/13
- Игрок месяца Ла Лиги (2): январь 2020, февраль 2022
- Спортсмен года в Бельгии: 2014
- Золотая перчатка английской Премьер-лиги: 2017
- Обладатель награды The best FIFA Men’s Goalkeeper: 2018
- Лучший вратарь чемпионата мира по версии ФИФА: 2018
- Лучший вратарь мира по версии МФФИИС (2): 2018, 2022
- Обладатель Трофея Яшина: 2022
- Входит в состав символической сборной Лиги чемпионов УЕФА (4): 2013/14, 2020/21, 2021/22, 2022/23
- Входит в символическую сборную года по версии European Sports Media (2): 2013/14, 2021/22
- Член сборной FIFPro (2): 2022, 2023
- Входит в состав символической сборной чемпионата мира: 2018[72]

## Личная жизнь
Куртуа происходит из семьи волейболистов. Его отец, Тьерри Куртуа, который выступает в качестве его агента, играл в 90-х за местный волейбольный клуб из Генка. Его мать была профессиональным игроком в волейбол, так же как и сестра Валери.
26 мая 2015 года его испанская девушка Марта Домингес родила дочь Адриану. Пара разорвала отношения в апреле 2017 года, когда Домингес была беременна вторым ребёнком, который родился месяц спустя.
С весны 2021 года он состоит в отношениях с израильской моделью Мишель Герциг. В июне 2023 года они сыграли свадьбу. Весной 2024 года у пары родилась дочь Элли.